# Parinacota
Parinacota är en massiv stratovulkan på gränsen mellan Chile och Bolivia. Vulkanen är en del av Nevados de Payachatas grupp av vulkaner. En annan stor vulkan i området är Pomerape. Parinacotas senaste utbrott ägde rum ungefär 290 e.Kr. ± 300 år.
Ett av de mest dramatiska utbrotten inträffade för cirka 8000 år sedan när en stor kollaps av vulkanen skapade en lavin av 6 km³ spillror av det som en gång varit en del av vulkanen. Det var stenarna i lavinen som stoppade vissa flöden av vatten som istället samlades till den nuvarande sjön Chungará.
Parinacota och Pomerape ligger på gränsen mellan Sajama nationalpark (Bolivia) och Lauca nationalpark (Chile).